# NS Otto Hahn
El NS Otto Hahn fue uno de los únicos cuatro buques cargueros que se construyeron y que eran impulsados por energía nuclear. Planeado como un buque alemán de comercio e investigación para probar la factibilidad de la energía nuclear en servicios civiles, fue comenzado en 1963 por los astilleros Howaldtswerke Deutsche Werft AG de Kiel y botado en 1964 y bautizado en honor del químico alemán Otto Hahn quien fue ganador en 1944 del premio Nobel de química por su descubrimiento de la fisión nuclear del uranio. 
El primer capitán del NS Otto Hahn durante más de diez años fue Heinrich Lehmann-Willenbrock, un famoso comandante de submarinos alemán de la Segunda Guerra Mundial. El reactor del barco con una potencia de 38 megavatios fue puesto a punto y se comenzaron los ejercicios en el mar. En octubre de ese año el NS Ottho Hahn fue certificado como barco de carga e investigación.
El NS Otto Hahn fue configurado para transportar pasajeros, además de mineral, en 1970 el NS Otto Hahn hizo su primera travesía al puerto en Safi, Marruecos, trasladando una carga de minerales de fosfato. Luego en 1972, después de cuatro años de operación, su reactor fue reaprovisionado de combustible nuclear, había cubierto 250.000 millas náuticas (463.000 kilómetros) con 22 kg de uranio. 
En 1979 el NS Otto Hahn fue desactivado. Su reactor nuclear y su planta de propulsión fueron quitados y substituidos por máquinas diésel convencionales. En nueve años, había viajado 650.000 millas náuticas (1.200.000 km) con energía atómica, visitando 33 puertos en 22 países.
El último viaje del NS Otto Hahn se describe en la novela La despedida (Der Abschied) del autor alemán Lothar-Günther Buchheim.